# 6 février 1938
Le dimanche 6 février 1938 est le 37e jour de l'année 1938.

## Naissances
- Arimo Mäkinen, joueur de hockey sur glace finlandais
- Voitto Soini, joueur professionnel finlandais de hockey sur glace

## Décès
- George Auriol (né le 26 avril 1863), auteur, peintre,  créateur de caractères typographiques et illustrateur français
- Marianne von Werefkin (née le 11 septembre 1860), peintre russo-suisse de la période expressionniste

## Événements
- Premier vol d'un Hanriot H.220.
- Découverte des astéroïdes (1462) Zamenhof, (1463) Nordenmarkia, (1477) Bonsdorffia, (1478) Vihuri, (2350) von Lüde